# Michel Grandjean
Michel Olivier Grandjean (12 de fevereiro de 1931 – Pensilvânia, Estados Unidos, 11 de dezembro de 2010) foi um patinador artístico suíço. Ele conquistou com Silvia Grandjean uma medalha de prata em campeonatos mundiais, foi campeão europeu e foi tricampeão do campeonato nacional suíço.

## Principais resultados

### Com Silvia Grandjean
| Jogos Olímpicos                                       |     | 4.º             |                 |                  |  |  |  |  |  |  |  |  |  |  |  |
| Campeonato Mundial                                    | 7.º | 6.º             | 4.º             | Medalha de prata |  |  |  |  |  |  |  |  |  |  |  |
| Campeonato Europeu                                    | 4.º | 4.º             |                 | Medalha de ouro  |  |  |  |  |  |  |  |  |  |  |  |
| Nacional                                              |     |                 |                 |                  |  |  |  |  |  |  |  |  |  |  |  |
| Campeonato Suíço                                      |     | Medalha de ouro | Medalha de ouro | Medalha de ouro  |  |  |  |  |  |  |  |  |  |  |  |
|                                                       |     |                 |                 |                  |  |  |  |  |  |  |  |  |  |  |  |
| Legenda: Competição não foi disputada nesta temporada |     |                 |                 |                  |  |  |  |  |  |  |  |  |  |  |  |